# Philip Levine

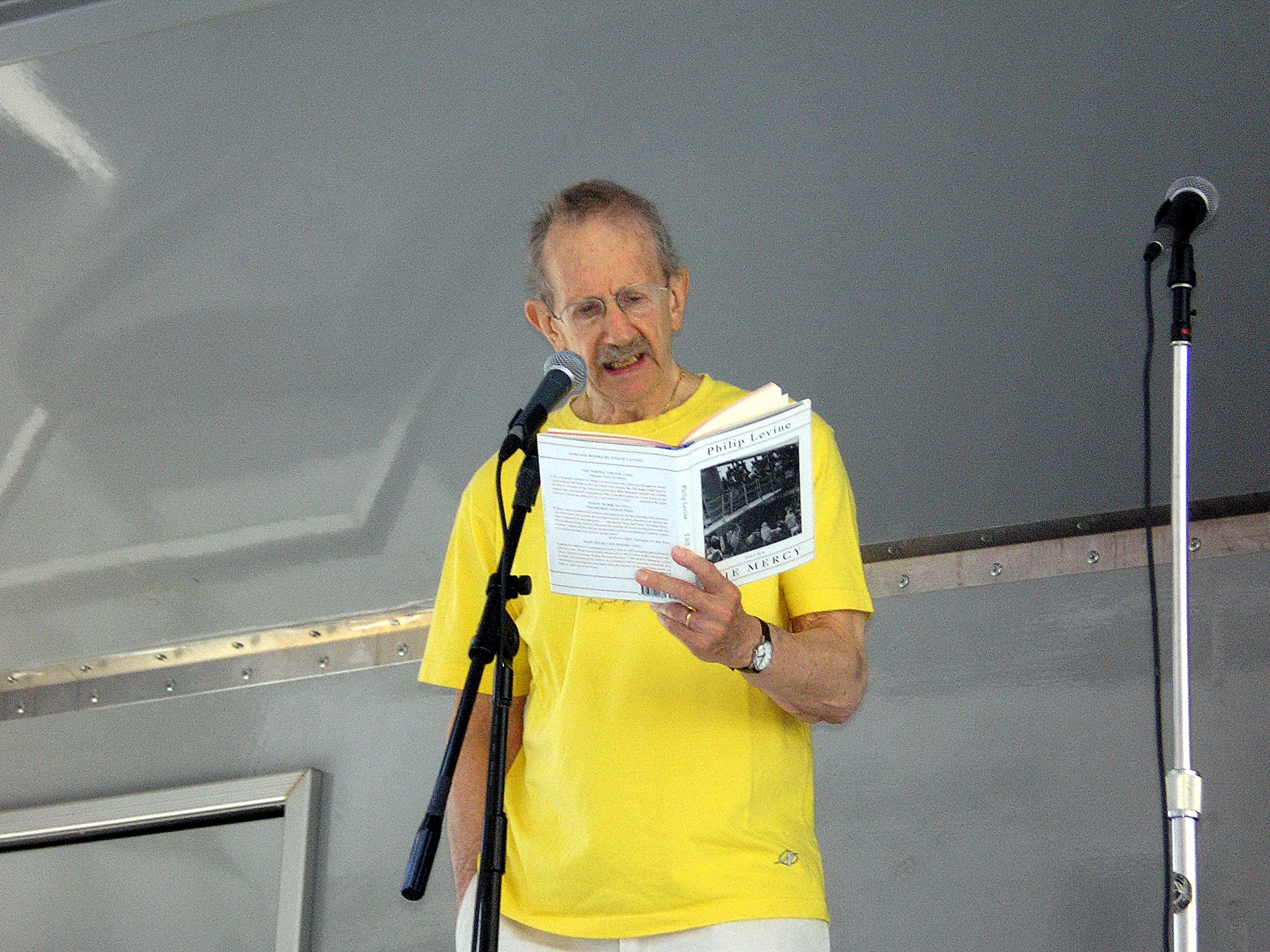
Philip Levine in 2006

Philip Levine (New York, 10 januari 1928 – Washington, 14 januari 2015) was een Joods-Amerikaanse dichter. In 1995 kreeg hij de Pulitzerprijs voor poëzie. In 2011-2012 was hij de United States Poet Laureate.

## Biografie
Levine groeide op in het industriële Detroit, als zoon van Russische emigranten. Toen hij zes was overleed zijn vader, die handelde in onderdelen van oude auto’s. Als kind kreeg hij te maken met antisemitisme, aangewakkerd door priester Charles Edward Coughlin. Hij studeerde aan Wayne University, onderwijl werkend in “domme baantjes” in de auto-industrie om in zijn levensonderhoud te voorzien. Later ging hij naar de University of Iowa, waar hij in 1954 een master degree (MA) behaalde met een thesis over John Keats. Het jaar daarop verwierf hij zijn zijn volledige Master of Fine Arts (MFA) en ging hij werken als docent technisch schrijven aan de University of Iowa, later aan de California State University - Fresno. Hij toonde zich zijn leven lang sociaal-kritisch. Eind jaren 1960 keerde hij zich actief tegen de Vietnamoorlog.
Levine debuteerde in de literaire wereld met zijn bundel On the Edge uit 1963. Daarna zouden met vaste regelmaat nog vele bundels volgen. Voor Ashes uit 1980 ontving hij de National Book Critics Circle Award en voor Simple Truth uit 1995 kreeg hij de Pulitzerprijs voor poëzie. Zijn oeuvre kenmerkt zich door een sceptische houding tegenover traditionele Amerikaanse waarden. Industriearbeiders spelen een grote rol in zijn werk. Hij maakt vaak gebruik van het vrije vers dat zich kenmerkt door een “Jazzy” muzikaliteit, erg ritmisch, regelmatig met cascades van woorden, veel gebruikmakend ook van de syntaxis. Zijn gedichten lenen zich bij uitstek om voorgedragen te worden, wat hij ook vaak deed.
In 1994 publiceerde Levine zijn memoires, The Bread of Time. In 2011 werd hij uitgeroepen tot United States Poet Laureate. Hij overleed in 2011 aan kanker, 87 jaar oud.

## Fragment
Sommige dingen

Weet je je hele leven al. Ze zijn zo simpel en waar

Dat ze gezegd moeten worden zonder elegantie, metrum en rijm.

Ze moeten op tafel worden gelegd naast de zoutpot,

En het glas water, zonder licht dat zich terugtrekt

In de schaduw van fotolijsten, ze moeten naakt zijn

En alleen, ze moeten voor zichzelf staan.
(Uit “de simpele waarheid”, vertaling René Leverink)